# Rüssl Räckords
Rüssl Räckords ist das Plattenlabel des Komikers Otto Waalkes, das er gemeinsam mit seinem Manager Hans Otto Mertens im Jahr 1972 gründete.
Das Label wurde gegründet, da keine Plattenfirma die Live-Mitschnitte von Waalkes’ Auftritten veröffentlichen wollte. So wurden hier alle bisher 17 Alben des Komikers von 1973 bis einschließlich 2006 veröffentlicht (Ausnahme ist der Zwergensong, der zum Film 7 Zwerge – Männer allein im Wald gehört). Sie erreichten bereits 1985 eine Auflage von sechs Millionen. 1983 produzierte Rüssl Räckords das einzige Album Jawoll von der gleichnamigen Kasseler Band Jawoll.
Andere Künstler, die bei Rüssl Räckords veröffentlichten, waren z. B. Vince Weber und Schulzke’s Skandal Trupp.

## Künstler (Auswahl)
- Otto Waalkes
- Jawoll
- Vince Weber
- Schulzke’s Skandal Trupp
- Grobschnitt